# Aberranta palpata
Aberranta palpata är en ringmaskart som beskrevs av Wolf 1987. Aberranta palpata ingår i släktet Aberranta och familjen Aberrantidae.
Artens utbredningsområde är Mexikanska golfen. Inga underarter finns listade i Catalogue of Life.